# Hephaestion cyanopterum
Hephaestion cyanopterum là một loài bọ cánh cứng trong họ Cerambycidae.